# Veloce 330
Le Veloce 330 est un drone modulaire français conçu par EOS Technologie, pouvant servir de support pour l'observation optronique ou comme munition rôdeuse. Il peut adopter différentes motorisations et emport de charges offensives ou non, être réutilisable ou destiné à une mission kamikaze unique.

## Historique
Le Veloce 330 a été développé dans le cadre d’un appel à projets gouvernemental. En mai 2022, la Direction générale de l'Armement (DGA) et l’Agence de l'innovation de défense (AID), deux organismes du ministère des Armées français, ont lancé une collaboration autour de deux programmes visant à développer des Munitions TéléOpérées (MTO) efficaces, peu coûteuses et pouvant être rapidement livrées, capables de neutraliser un véhicule blindé ennemi à différentes distances, à 10 ou 50 km. Ces programmes ont été nommés respectivement « Colibri » et « LARINAE »,,,.
Un an plus tard, l’AID a annoncé qu’elle avait retenu deux consortiums au titre du projet Colibri : le tandem formé par MBDA et Novadem et celui constitué par KNDS France et Delair. Il restait encore à évaluer les configurations possibles : à voilure tournante (plus facile d’emploi) ou à voilure fixe (mieux adaptée pour les environnements « ouverts »).
La même démarche a été suivie pour le programme LARINAE. Celui-ci vise à créer une munition télécommandée à moyenne portée, capable de se maintenir un vol pendant plus de 60 minutes et d’engager des cibles blindées dans un rayon de 50 kilomètres,. L’AID a annoncé avoir sélectionné deux projets prometteurs parmi 16 propositions,. L’un d’entre eux est proposé par un consortium dirigé par le fabricant de missiles européen MBDA, associé à Delair, avec la MTO baptisée « Mutant »,,. En juillet 2023, MBDA a dévoilé sa proposition. La conception du Mutant comporte des ailes déployables pour conserver une munition compacte, facilitant ainsi son transport. L’autre projet, le « Veloce 330 », est proposé par un consortium mené par KNDS Ammo France (ex-Nexter Arrowtech) et associant EOS Technologie et TRAAK,,. La solution intègre un véhicule aérien sans pilote (UAV) développé par EOS Technologie, un système de navigation capable de fonctionner sans GPS fourni par TRAAK, et un pénétrateur à formation explosive (EFP) fourni par KNDS. En juin 2023, l’AID a notifié un premier marché au groupement mené par KNDS, et quelques jours plus tard elle a fait de même avec MBDA.

## Caractéristiques
Le Veloce 330 est modulaire tant pour ses charges utiles que pour sa propulsion, il répond ainsi au souhait du ministère de munitions téléopérées [MTO] qui ne soient pas dépendantes d’un seul acteur. L’ajout d’une propulsion électrique et de bras spécifiques pour un décollage vertical (Avion à décollage et atterrissage verticaux sigles [ADAV ou VTOL]) étendra le domaine d’emploi, le Veloce devenant un drone capable de faire de l’observation. « On peut aussi remplacer la turbine à gaz par une motorisation à essence plus classique, pour disposer cette fois d’une très grande portée et aller dans des profondeurs de 500 à 600 km ».
Il est entièrement conçu et fabriqué en France, à Mérignac (Gironde), par EOS Technologies. Sa première version est à moteur à réaction, et à voilure fixe ; 17 sont achetés par l'armée française en 2024 à fin d'essais. La deuxième, nommée Rodeur 330 est à moteur quatre temps-hélice ; 6 sont achetés pour être testés par l'armée française à la mi-2025. L'une des particularités du Veloce 330 est que son système de navigation n'utilise pas de GPS, ce qui fait qu’il est insensible au brouillage électronique,,, , le rendant capable de mener à bien sa mission en dépit de toutes les contremesures ennemies[réf. souhaitée]. Cette technologie a été développée par TRAAK, une jeune pousse française. Les forces ukrainiennes partagent ce constat avec EOS : « GNSS is dead (mort), data link is dead (mort)». La question n’est donc plus de savoir si le drone sera brouillé mais de trouver le moyen de poursuivre la mission malgré le brouillage. Larinae explore d’autres voies, dont celle d’une intelligence artificielle capable de reconnaître le terrain.
Il peut être équipé d’une boule optronique capable de détecter des véhicules de jour comme de nuit, jusqu’à 15 km de distance le jour et 3 km la nuit. Cela lui permet de réaliser des missions de reconnaissance, d'observation et de recherche de renseignement,,. Il n’est donc pas cantonné aux missions offensives. La version VTOL pourra retourner à sa base en effectuant un atterrissage vertical permettant sa réutilisation[réf. souhaitée].
Dans sa version d'attaque, le Veloce 330 est piloté par un opérateur humain jusqu’à son point d’impact, elle peut jusqu’au dernier instant ajuster sa trajectoire, ou annuler l’attaque si nécessaire. Ce contrôle humain jusqu’au dernier moment permet un niveau de précision accru et une réduction des risques de dommages collatéraux. L’intervention humaine reste centrale dans la boucle de décision opérationnelle, et KNDS France souligne que « l’être humain restera au cœur de la boucle de décision dans tous les cas de figure, par la télémétrie évoluée de la munition ». Le Veloce 330 en version d'attaque peut être dotée d’une Charge génératrice de noyau (CGN) produite par KNDS France, pour contrer le blindage réactif des blindés, mais il pourra aussi emporter des charges offensives de Thales et, « pourquoi pas de MBDA » relevant de technologies différentes et générant des effets différents,,. Son coût unitaire ne devrait pas dépasser 200 000 euros[réf. souhaitée].
Le 26 avril 2024, EOS Technologies a annoncé que le Veloce 330 avait terminé avec succès sa troisième phase d’essais en vol. D’après l’entreprise aérospatiale, « la conception aérodynamique et les processus de fabrication sont désormais validés ». Selon l’industriel, le drone a atteint des vitesses allant jusqu’à 500 km/h lors de plusieurs pointes de vitesse (un atout majeur sur les théâtres d'opérations, où la rapidité d’exécution est cruciale) et a parcouru 50 km en 16 minutes avec un demi-réservoir de carburant, prouvant ainsi le potentiel de cette technologie de pointe. Son constructeur annonce une autonomie de 80 à 120 km selon les options pour la version à turbine.
En février 2025, les trois partenaires présentent sa version MV-100 (qui fait partie de la gamme MATARIS de KNDS). En cours de développement, elle répond à l'appel d'offres LARINAE de la DGA. Équipée d'une turbine, elle emporte une charge génératrice de noyau antichar de 2,5 kg dérivée de l’obus BONUS, avec une capacité de déclenchement proximétrique pour en maximiser les effets.

## Aéronefs comparables
Le Veloce 330 est souvent décrit (y compris par son constructeur) comme « un mini Shahed 238 français », en faisant référence au drone iranien, propulsé par un turboréacteur, dont la vitesse maximale est de 500 km/h. La série des drones Shahed a acquis une grande notoriété pour son utilisation dans les conflits impliquant l’Ukraine et Israël. Le Shahed 238 a été révélé pour la première fois au public en novembre 2023 et il est considéré comme une évolution du Shahed 136 à hélice. Ce dernier, également connu sous le nom de Geran-2 en Russie, a été largement utilisé pour cibler des infrastructures civiles depuis l’invasion de l'Ukraine par la Russie. Plus récemment, des centaines de Shahed 136 et 238 ont été utilisés par l’Iran lors de son attaque contre Israël le 14 avril 2024. Le Shahed 238 est connu pour son déploiement rapide, ses opérations à grande vitesse et ses grandes capacités offensives[réf. souhaitée].